# زیردریایی یو-۳۴۵
زیردریایی یو-۳۴۵ (به انگلیسی: German submarine U-345) یک زیردریایی بود که طول آن ۶۷٫۱ متر (۲۲۰ فوت ۲ اینچ) بود. این زیردریایی در سال ۱۹۴۳ ساخته شد.